# Valeč (district de Karlovy Vary)
Pour les articles homonymes, voir Valeč.
Valeč (en allemand : Waltsch) est une commune du district et de la région de Karlovy Vary, en République tchèque. Sa population s'élevait à 368 habitants en 2020.

## Géographie
Valeč se trouve à 9 km à l'est de Vroutek, à 29 km à l'est-sud-est de Karlovy Vary et à 86 km à l'ouest-nord-ouest de Prague.
La commune est limitée par le terrain militaire de Hradiště au nord, par Vroutek à l'est, par Lubenec et Vrbice au sud, et par Verušičky à l'ouest.

## Histoire
La première mention écrite du village remonte à 1358, lorsqu'il fut pris comme trésor de guerre par les frères Citbor et Benes. Autres propriétaires connus pendant le Moyen Âge : Zeman de Stebni, qui avait des biens dans le village proche de Ješek ; Jan Hammer de Stebni en 1368 ; Boreš de Oseka en 1371 ; Beneš Buskovic entre 1377 et 1416 ; les seigneurs de Doupov, Nevlas and Jan en 1416 ; Sezema de Doupov en 1454 ; Jan de Doupov en 1487.

## Patrimoine
Le château Renaissance initial, construit au tournant du XVIe et du XVIIe siècle par le seigneur du village Václav Štampach de Štampach, fut transformé cent ans plus tard en style baroque par le Prince Johann Christoph Kager. Les architectes principaux furent Francesco Barelli, Antonio Bianno Rossa puis John Christopher Tyll. Le prince Kager dessina aussi les plans du parc du château, qui incluent un théâtre en plein air et un bassin décoré de sculptures de Matthias Bernard Braun.
Après avoir été utilisés pendant la période communiste comme prison puis comme orphelinat, les bâtiments furent victimes d'un incendie le 2 avril 1976, et le département des monuments historiques de la région de Plzeň en a la charge depuis cette date. La reconstruction et la réhabilitation culturelle du château commencèrent dans les années 1990 et se poursuivent activement depuis lors.

## Galerie

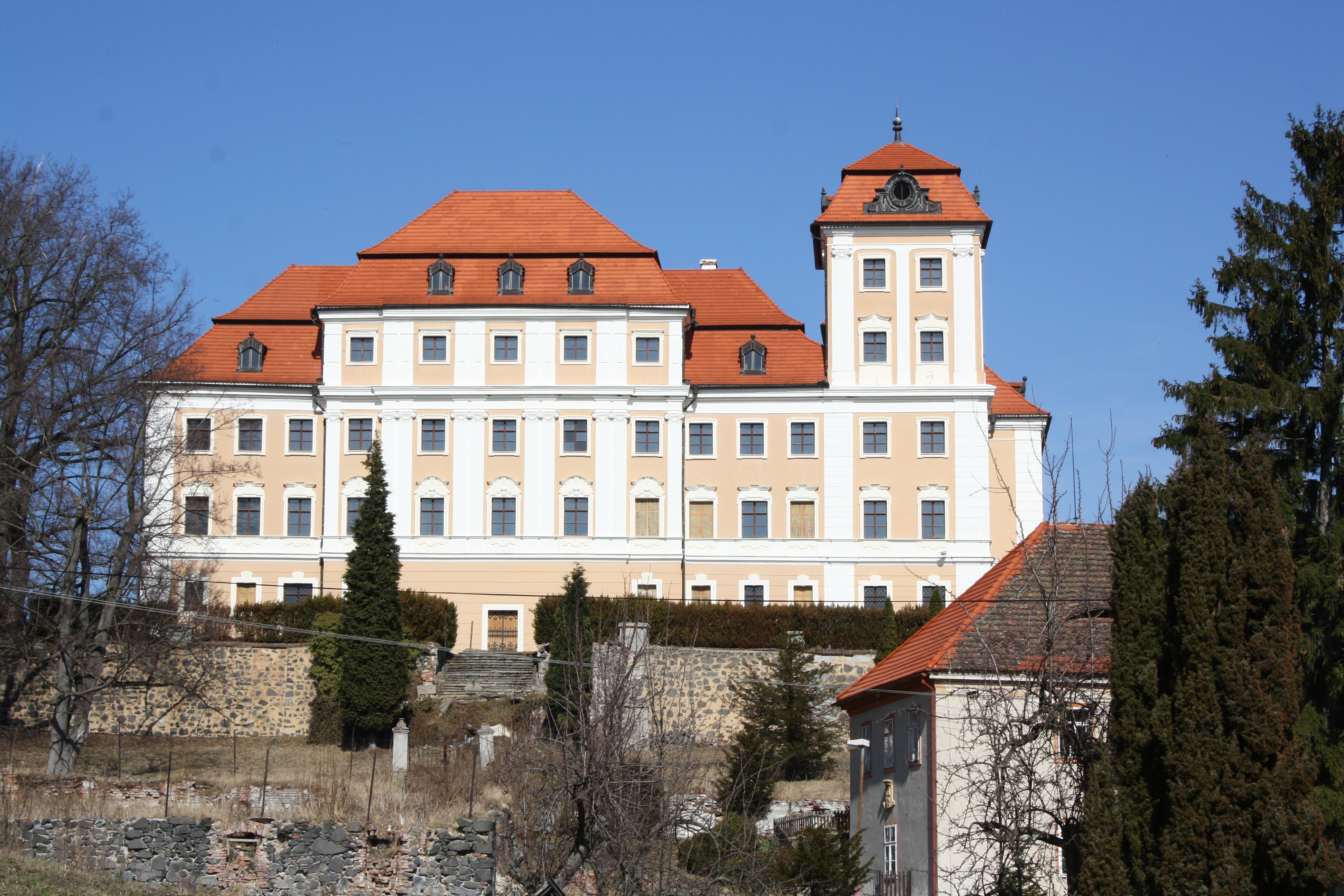
Château de Valeč
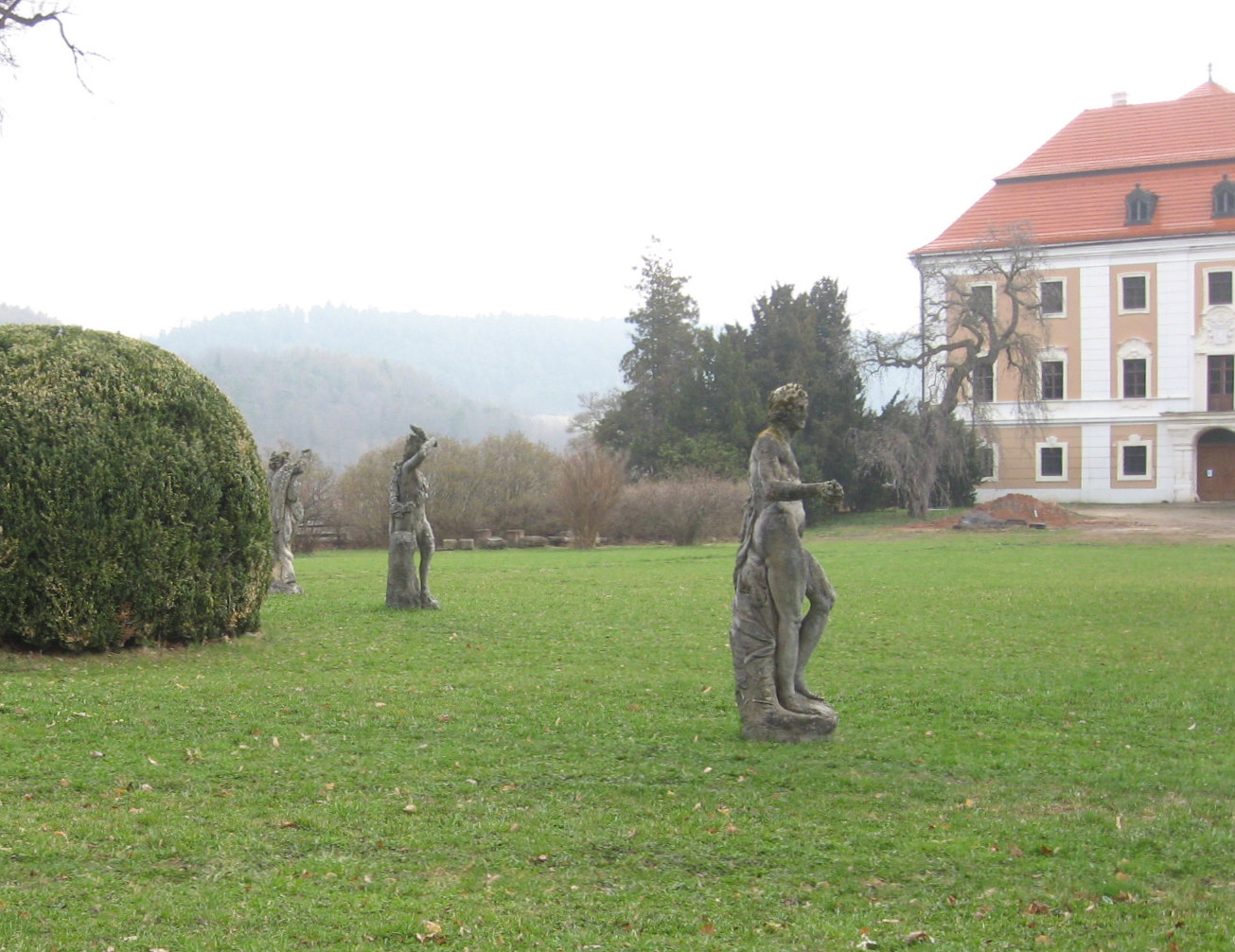
Jardins du château avec les copies des statues de Matthias Bernard Braun
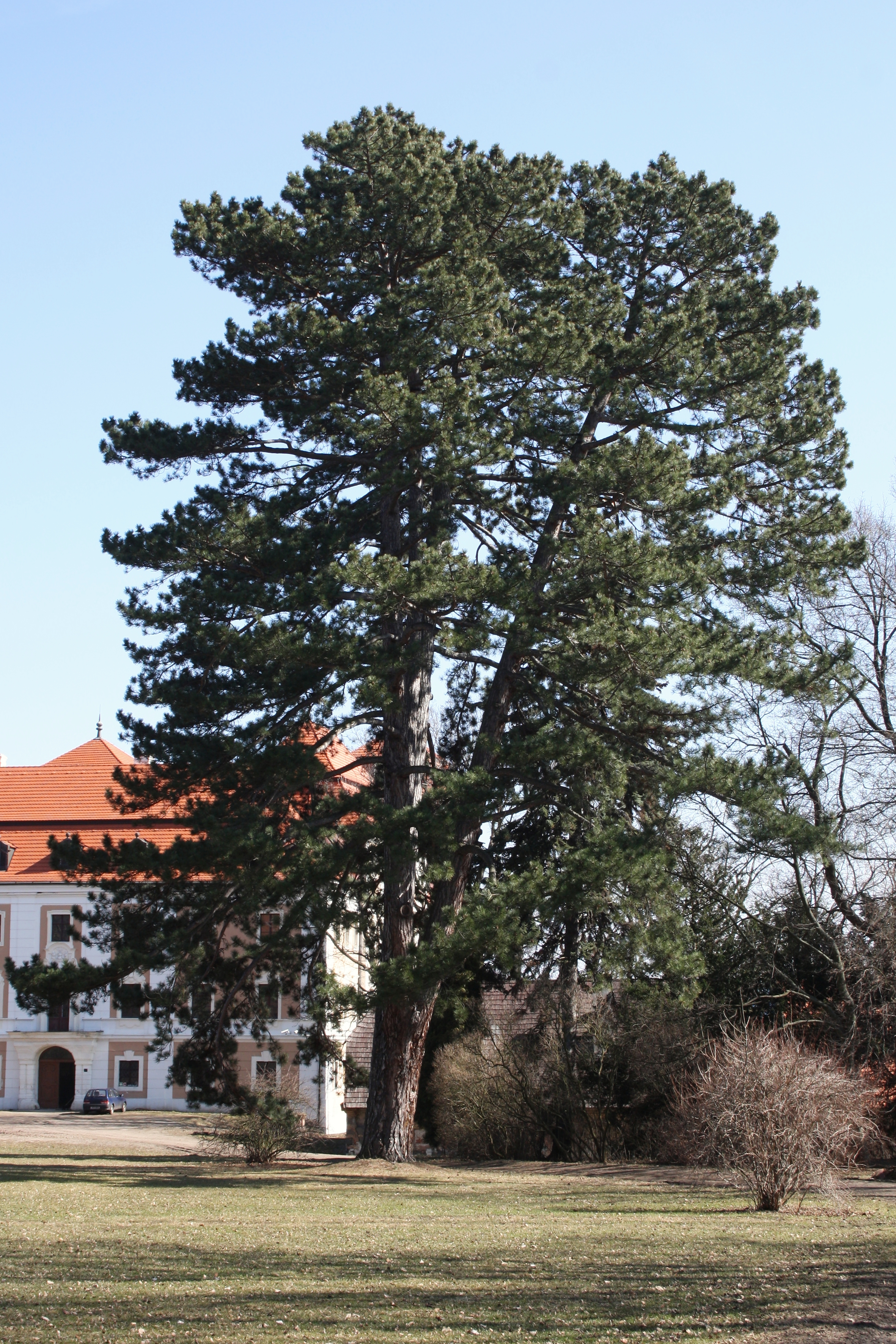
Arbre centenaire dans le parc du château
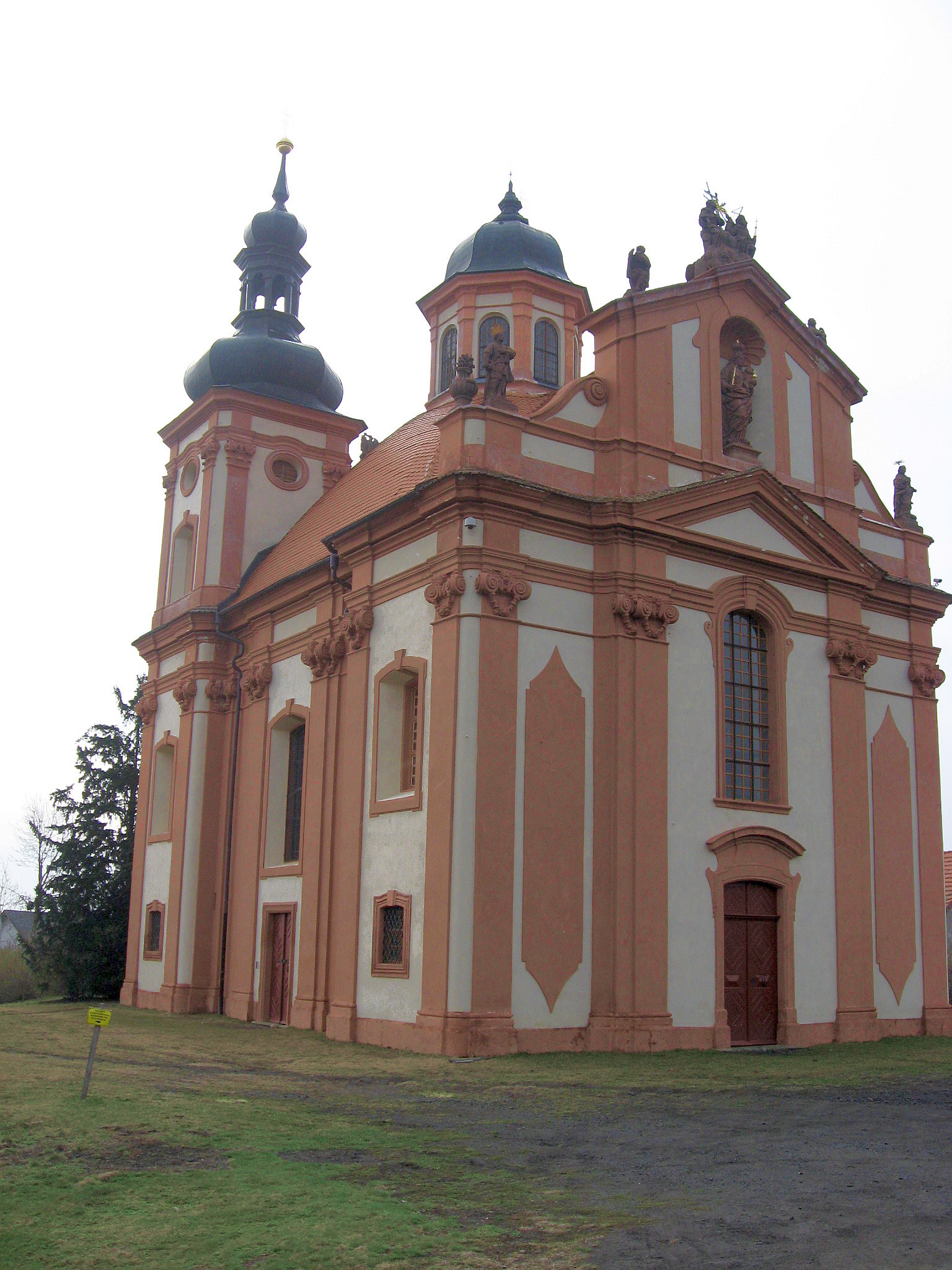
Église de la Sainte Trinité à Valeč
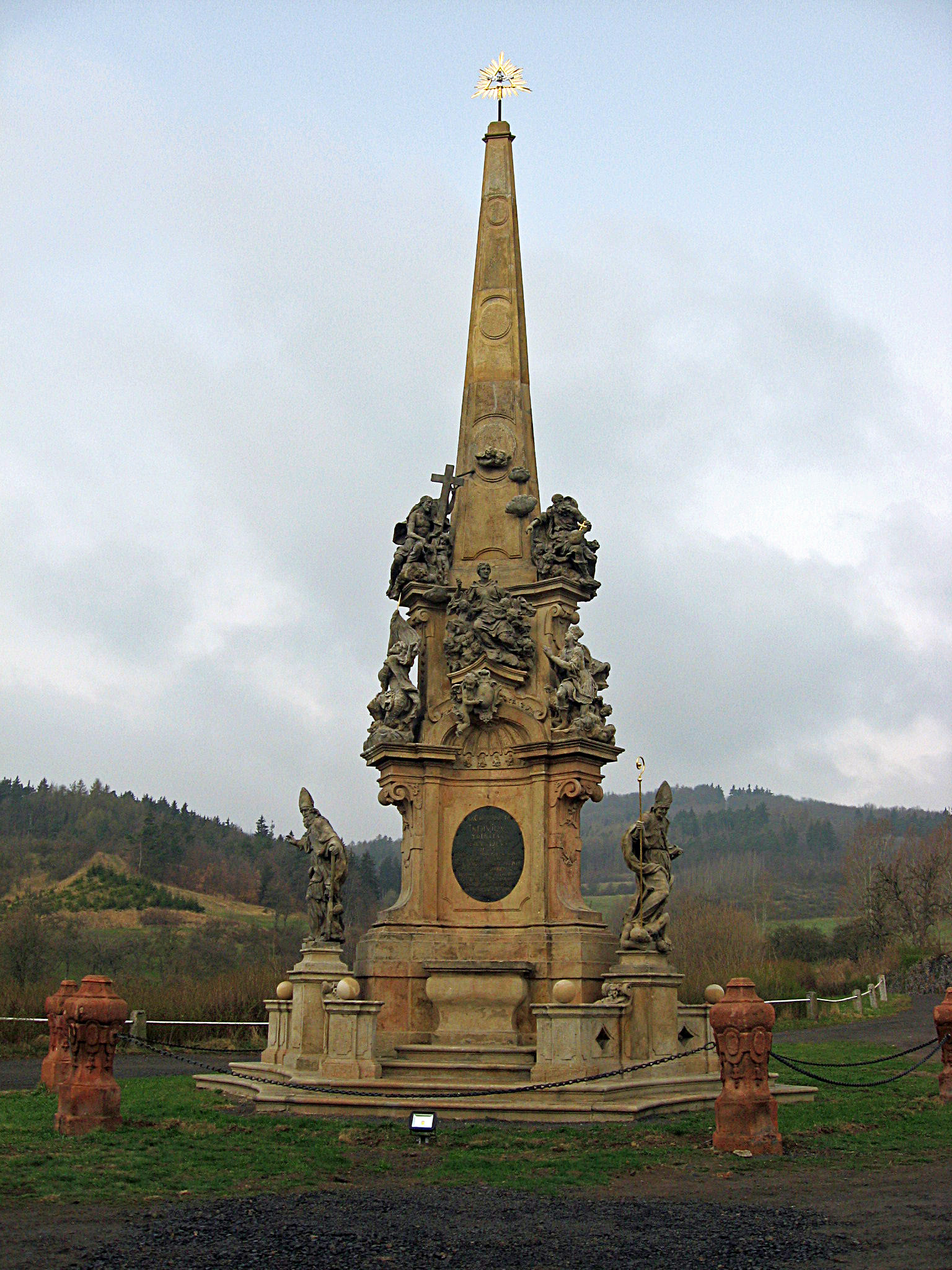
Colonne de la Sainte Trinité à Valeč
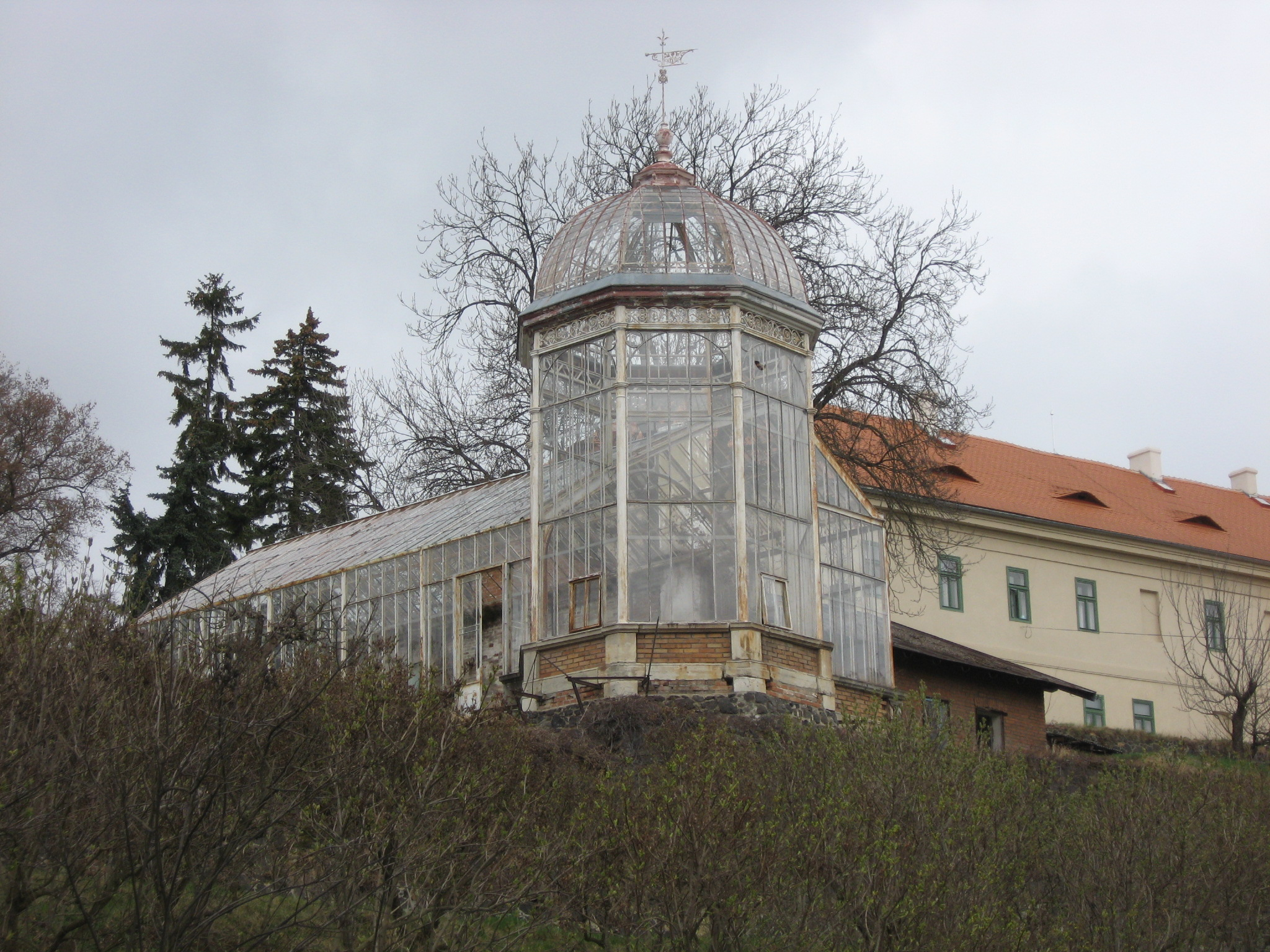
Les serres du château